# タトラ・T77
タトラT77は、タトラの乗用車で、1934年にプラハ・オート・サロンで発表された。
空冷3.4リットルV型8気筒エンジンを搭載。1935年には空力抵抗係数を0.212としたT77-aとなった。1938年まで生産された。